# Metro van Ningbo
De metro van Ningbo is een vorm van openbaar vervoer in de Chinese miljoenenstad Ningbo. Zes lijnen met 136 stations, waarvan 16 met overstapmogelijkheden tussen de lijnen, op een traject van 219 km werden sinds mei 2014 in gebruik genomen. Ningbo werd daarmee de tweede stad in de provincie Zhejiang waar een metro in gebruik werd genomen. In 2024 gebruikten 388 miljoen reizigers het systeem.
In 2025 wordt volop gewerkt aan de nieuwe lijnen 6, 7, 10 en 12 en verlengingen van de lijnen 1 en 8.  Ook worden regionale metroverbindingen voorbereid naar Cixi en Xiangshan.

## Lijnen
| Lijn | Eindbestemmingen                               | Geopend    | Lengte   | Stations |
| ---- | ---------------------------------------------- | ---------- | -------- | -------- |
| 1    | Gaoqiao West - Xiapu                           | 2014, 2016 | 46,16 km | 29       |
| 2    | Ningbo Lishe International Airport - Honglian  | 2015, 2022 | 36,95 km | 27       |
| 3    | Datong Bridge - Jinhai Road (Fenghua)          | 2019, 2020 | 38,63 km | 24       |
| 4    | Cicheng West - International Conference Center | 2020, 2025 | 39,73 km | 27       |
| 5    | Buzheng - Luotuo Bridge                        | 2021, 2024 | 36,6 km  | 22       |
| 8    | Hansong Road - Kaiyuan Road                    | 2025       | 21,8 km  | 18       |

## Tarieven
Ningbo Rail Transit hanteert kilometertarieven in functie van trajectlengte met minimaal 2 yuan voor elke afstand tot en met 4 kilometer, 3 yuan voor meer dan 4 kilometer en maximaal 8 kilometer, 4 yuan voor het afleggen van meer dan 8 kilometer en maximaal 13 kilometer en 5 yuan voor het afleggen van meer dan 13 kilometer en maximaal 20 kilometer. Als men meer dan 20 kilometer aflegt, wordt 1 yuan bovenop die 5 yuan in rekening gebracht voor elke extra 9 kilometer. Daarnaast zijn er kortingen en vrijstellingen voor specifieke bevolkingsgroepen en leeftijdscategorieën.

## Ligging in stad

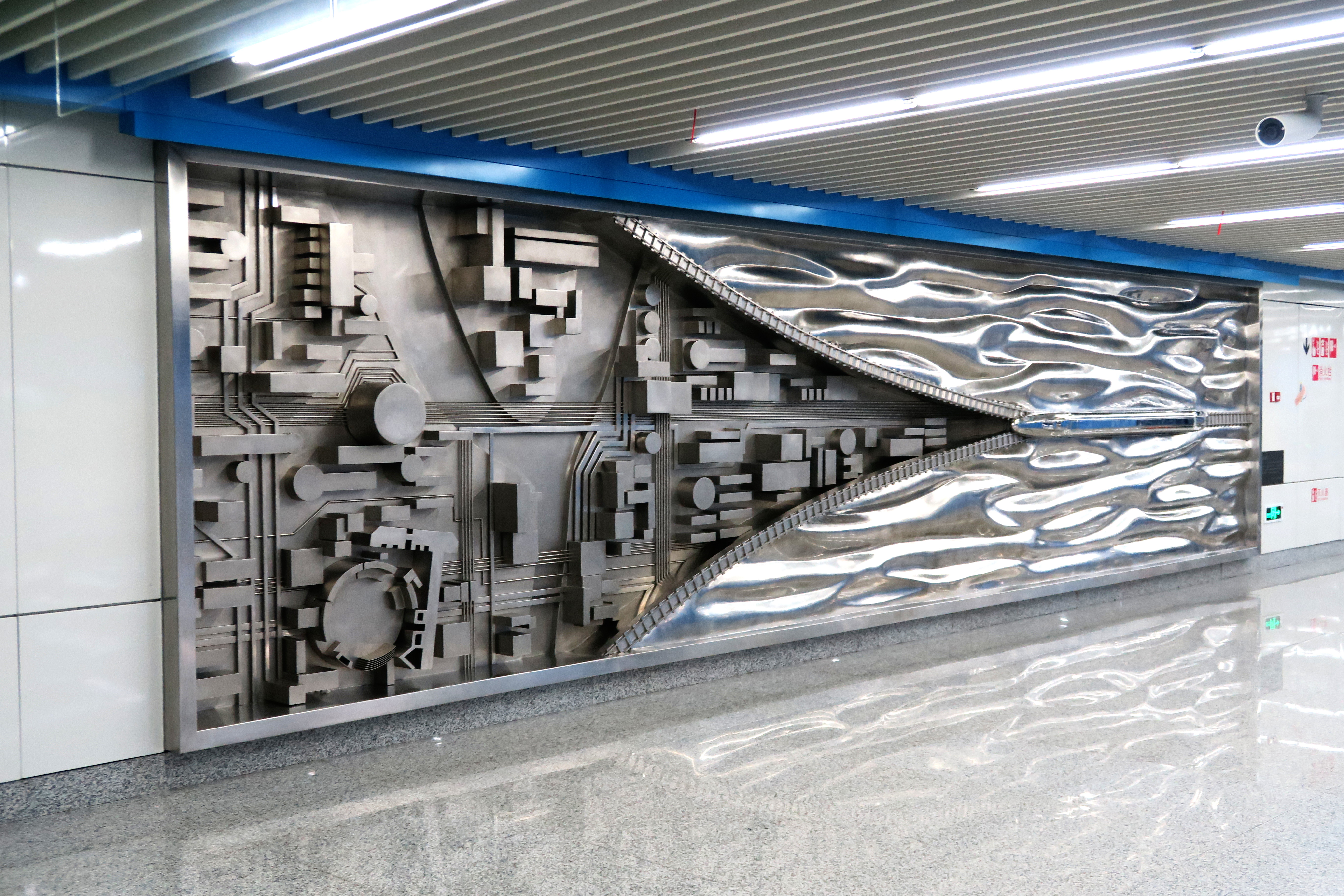

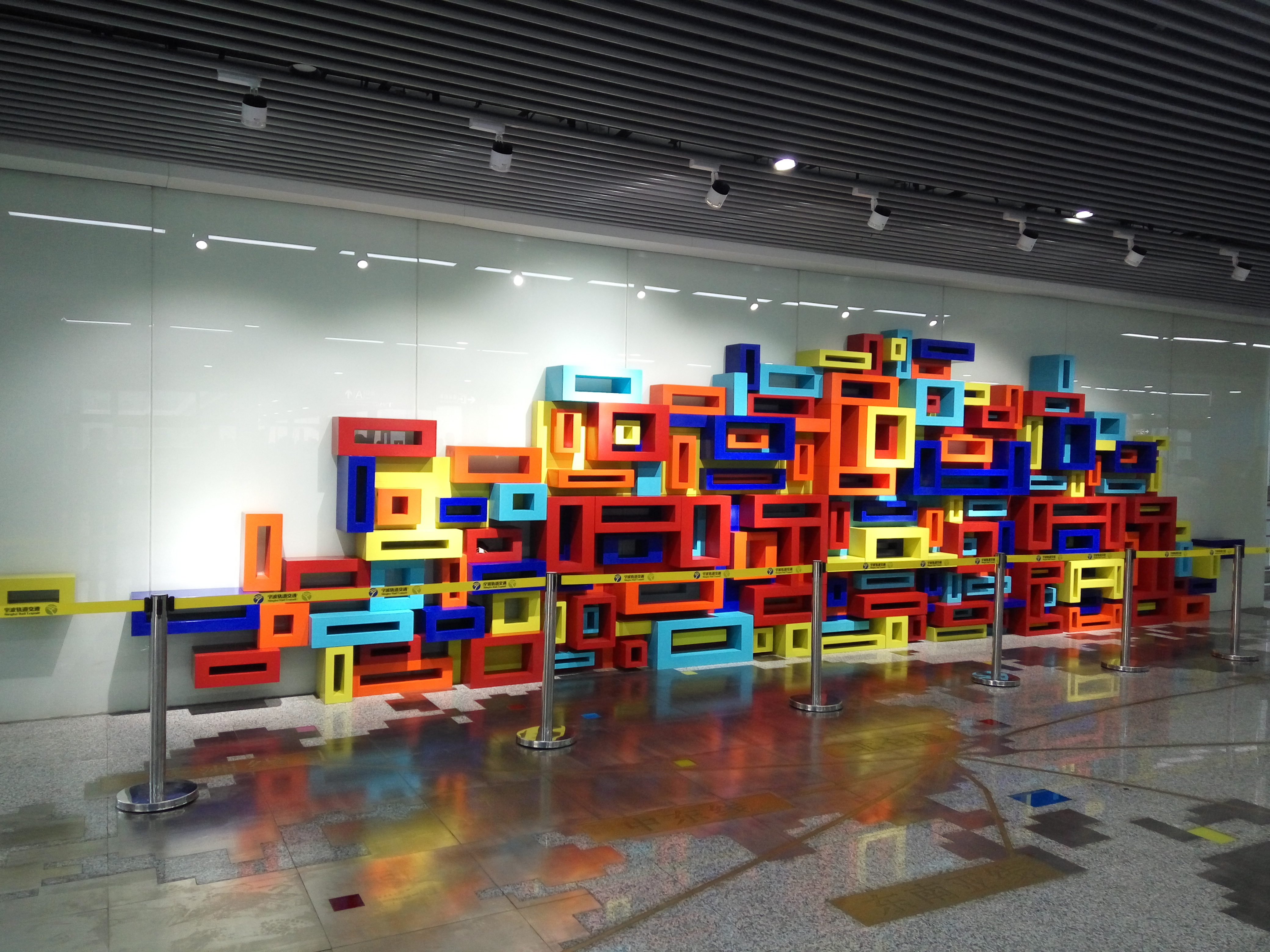

Gepland netwerk tegen 2027